# Listă de regizori de film - C
|  | Liste alfabetice de regizori de film A - B - C - D - E - F - G - H - I - J - K - L - M - N - O - P - Q - R - S - T - U - V - W - X - Y - Z |

| - Andy Cadiff - Adrián Caetano - Edward L. Cahn (1899 - 1963) - Virgil Calotescu - Martin Campbell - James Cameron n. 1954) - Jane Campion (n. 1954) - Colin Cant - Laurent Cantet - Frank Capra (1897 - 1991) - Nae Caranfil (n. 1960) - Léos Carax (n. 1961) - Marcel Carné (1909 - 1995) - Marc Caro - Heiner Carow (n. 1929) - John Carpenter (n. 1948) - Rudolph Cartier - John Cassavetes (1929 - 1989) - Nick Cassavetes - William Castle (1914 - 1977) - Peter Cattaneo - Alberto Cavalcanti (1897 - 1982) - Alain Cavalier (n. 1931) - André Cayatte (1909 - 1989) - Nuri Bilge Ceylan - Claude Chabrol (n. 1930-2010) - Youssef Chahine - Charlie Chaplin (1889 - 1977) | - Chen Kaige (n. 1952) - Patrice Chereau (n. 1945) - Samson Chiu - Yash Chopra - Benjamin Christensen - Roger Christian - Al Christie - Charles Christie - Grigori Chukhrai - Vĕra Chytilová (n. 1929) - Michael Cimino (n. 1943) - Liviu Ciulei (1923 - 2011) - Souleymane Cissé - René Clair (1898 - 1981) - Bob Clark - Larry Clark (n. 1943) - Shirley Clarke (n. 1925) - René Clément (n. 1913 - 1996) - George Clooney - Henri-Georges Clouzot (1907 - 1977) - Dinu Cocea (n. 1929) - Ioan Mihai Cochinescu (n. 1951) - Jean Cocteau (1889 - 1963) - Joel Coen (n. 1954) - Ethan Coen (n. 1957) - Larry Cohen (n. 1947) - Chris Columbus (n. 1958) - Luigi Comencini (n. 1916) | - Bill Condon - Kevin Connor (n. 1937) - Mihai Constantinescu (n. 1932) - Jack Conway (1887 - 1952) - Merian C. Cooper (1893 - 1973) - Francis Ford Coppola (n. 1939) - Sofia Coppola (n. 1971) - Gérard Corbiau (n. 1941) - Carol Corfanta (n. 1935) - Roger Corman (n. 1926) - Alain Corneau (n. 1943) - Hubert Cornfield (n. 1929) - Don Coscarelli - Constantin Costa-Gavras(n. 1933) - Hellmuth Costard(1940 - 2000) - Kevin Costner (n. 1955) - Alex Cox - Wes Craven (n. 1949) - Șerban Creangă (n. 1944) - John Cromwell (1888 - 1979) - David Cronenberg (n. 1943) - Alan Crosland - Cameron Crowe - Pol Cruchten (n. 1963) - Alfonso Cuarón - George Cukor (1899 - 1983) - Michael Curtiz (1888 - 1962) - Geza von Cziffra (1900 - 1989) |